# Кастелланета (провінція Таранто)
Кастелланета (італ. Castellaneta) — муніципалітет в Італії, у регіоні Апулія,  провінція Таранто.
Кастелланета розташована на відстані близько 400 км на схід від Рима, 55 км на південь від Барі, 32 км на північний захід від Таранто.
Населення — 17 216 осіб (2014).

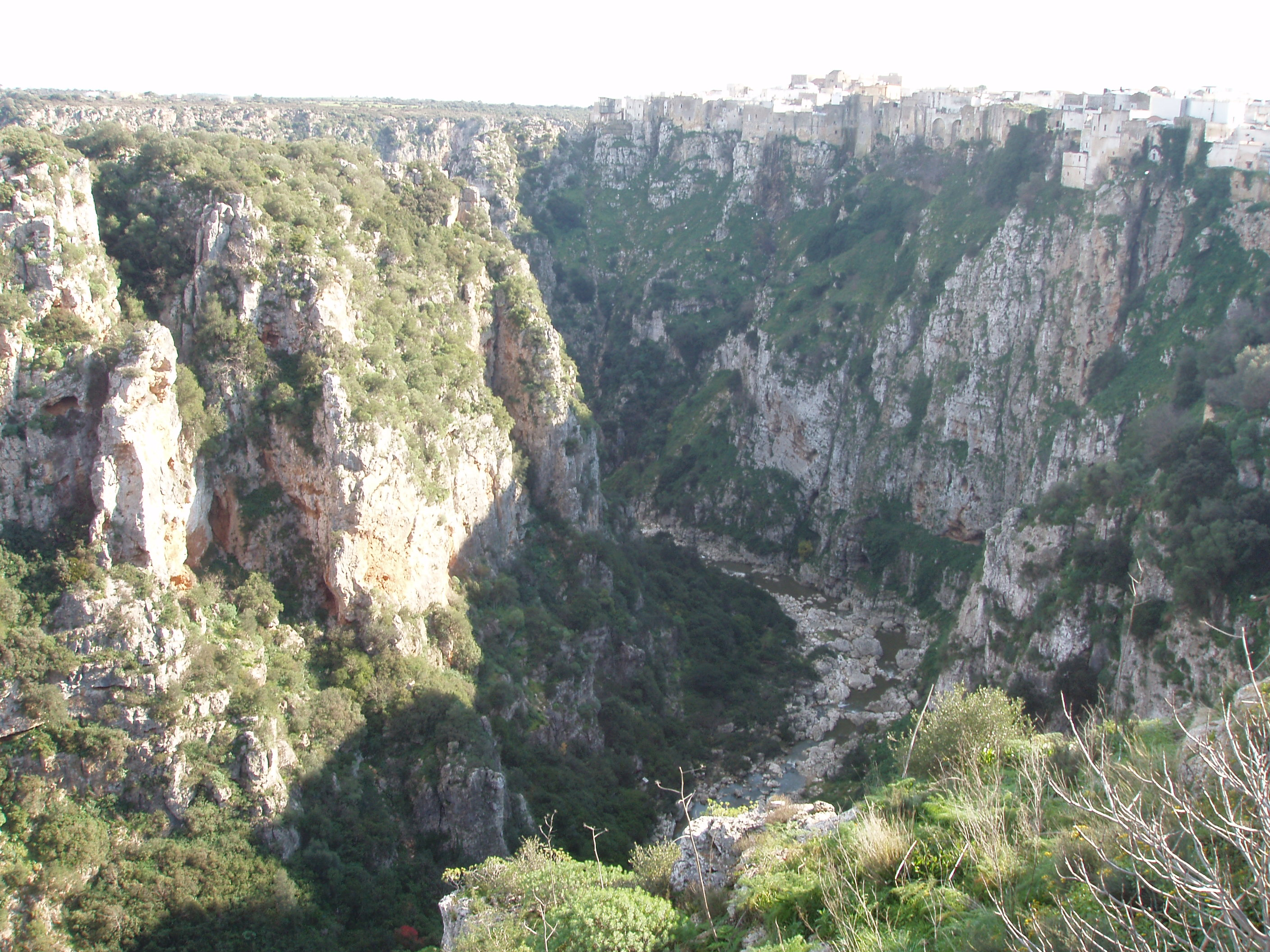

Щорічний фестиваль відбувається 6 грудня (San Nicola), другої неділі травня (San Francesco). Покровитель — святий Миколай.

## Демографія
Населення за роками:

Станом на 1 січня 2023 року в муніципалітеті офіційно проживало 580 іноземців з 53 країн, серед них 225 громадян країн Євросоюзу та 12 громадян України.

## Персоналії
- Рудольф Валентино (1895 — 1926) — відомий американський кіноактор італійського походження.

## Сусідні муніципалітети
- Джиноза
- Джоя-дель-Колле
- Латерца
- Моттола
- Паладжанелло
- Паладжано